# 沃巴什鎮區 (印地安納州吉布森縣)
沃巴什鎮區（英語：Wabash Township）是位於美國印地安納州吉布森縣的一個行政鎮區。

## 地方資料
根據2010年美國人口普查的數據，沃巴什鎮區的面積為98.40平方千米，當中陸地面積為92.00平方千米，而水域面積為6.40平方千米。當地共有人口30人，而人口密度為每平方千米0.3人。